# 7daysTV
『7daysTV かぞくって、なんだ。』（セブンデイズティーヴィー かぞくって、なんだ。）は、日本テレビ系列で2015年から2017年まで毎年5月に行われていた、1週間を通して様々な番組が連携して「家族」をテーマにした企画を放送していたキャンペーン企画の名称である。

## 概要
2013年から2年間に亘って行われた『7daysチャレンジTV 一緒に、未来貢献。』の後継企画として、2015年から始動したプロジェクトであり、日本テレビでは毎年8月の『24時間テレビ 「愛は地球を救う」』と並ぶ一大プロジェクトと位置付けていた。
毎年5月15日の国際家族デー（国際連合が制定）に合わせて行われるもので、初年度（2015年）は5月9日から5月15日まで1週間にわたり実施された。
コンセプトは、時代によって多様化の一途をたどる「家族の在り方」を考えるもので、1週間にわたり各番組にて「家族」をテーマにした企画を送る。
キャンペーンパーソナリティには第1回から笑福亭鶴瓶、キャンペーンサポーターには桝太一（日本テレビアナウンサー）をそれぞれ起用。また、第2回（2016年）からは女性タレントがメインパーソナリティに起用された（第2回：西内まりや、第3回：高畑充希）。
キャンペーン立ち上げに際して、初年度当時の国連事務総長・潘基文から日本テレビへメッセージが送られた。
基本的には『7daysチャレンジTV』時代と同様、日本テレビの1週間のタイムテーブルから多くのレギュラー番組・特別番組が連携して、1週間で様々な企画を放送する。対象となる番組は、報道、情報、バラエティ、スポーツからドラマに至るまで、収録番組から生放送の帯番組まで多岐にわたる。なお、参加番組は主に日本テレビの番組だが、読売テレビ制作の全国ネット番組も一部対象となっている。また、NNN・NNS系列各局においても自局制作のローカル番組が一部参加することがある。
ただし、期間中特別番組のため休止するレギュラー番組は原則参加しないほか、『それいけ!アンパンマン』『名探偵コナン』（読売テレビ制作）等のアニメや、『プラチナイト』（『月曜から夜ふかし』『ナカイの窓』ほか）等深夜枠のバラエティ番組、『ザ!鉄腕!DASH!!』等といった番組は初年度から参加していない。また、参加番組の中には、形式上は参加しているものの企画には関わっていない番組もある（鶴瓶・桝・年度女性パーソナリティのいずれも出演しないか『7daysTV』スポットの挿入のみが該当）。
なお、2018年からゴールデンウィークに新キャンペーンとして『ゴールデンまなびウィーク』がスタートすることとなり、本キャンペーンは2017年を最後に事実上、3年の歴史に幕を下ろした形となった。

## スケジュール
- 2015年 - 5月9日（土曜日）〜5月15日（金曜日）
- 2016年 - 5月9日（月曜日）〜5月15日（日曜日）[4]
- 2017年 - 5月22日（月曜日）〜5月28日（日曜日）[5]

## 出演者
キャンペーン・メインパーソナリティ
- 笑福亭鶴瓶（タレント・落語家）
- 西内まりや（タレント・モデル・歌手・女優）（2016年）[4]
- 高畑充希（女優）（2017年）[5]

キャンペーン・サポーター
- 桝太一（日本テレビアナウンサー、当時）

キャンペーン・アーティスト
- いきものがかり（2015年）

## テーマ曲
- いきものがかり『あなた』[6]

## ロゴマーク
ロゴマークはブドウ（マスカット）をモチーフにしており、番組のテーマカラーでもある黄緑色の7個の粒は、キャンペーン期間の7日間と「家族のカタチ」を表しており、枝の部分は数字の「7」の形となっている。なお、キャンペーン期間中、参加番組の司会者および一部出演者はこのロゴマークを模したバッジを着用していた。

## キャンペーン企画

### 鶴瓶QUESTION
鶴瓶が日本テレビ系列の各番組の司会者や出演者に「かぞくって、なんだ?」という質問を自ら投げかける企画。各番組内に登場する。
2015年のスタート初日となった5月9日13:30 - 14:30にオープニング特番として、鶴瓶とゲストの1対1によるスペシャル対談番組『鶴瓶QUESTION かぞくの、ハナシ。』が放送され、志村けん、TAKAHIRO（EXILE）、イモトアヤコが鶴瓶と家族について語り合った。
また期間中、ミニ番組として『今夜の鶴瓶QUESTION』（2017年は『今日の鶴瓶QUESTION』）が放送される。2015年は5月12日から最終日の5月15日まで、1:04 - 1:09（11日から14日の深夜）の枠で放送された。続く2016年は初日の5月9日から5月13日まで、20:54 - 21:00の枠（期間中、当該枠のミニ番組はすべて休止）および、5月10日から13日までの0:54 - 0:59（9日から12日の深夜）の枠で（10 - 12日には1日2回に亘って）放送された。2017年は5月16日から5月19日までの0:54 - 0:59（15日から18日の深夜）の枠、5月19日の11:25 - 11:30枠（19日は未明と昼の計2回放送。）、5月23日から5月26日までの1:04 - 1:09（22日から25日の深夜）の枠および20:54 - 21:00の枠、5月26日の11:25 - 11:30枠（23日から25日までは未明と夜に計2回放送。26日は未明と昼と夜に計3回放送。）でそれぞれ放送された。
2017年は『ZIP!』内でも、桝（同番組の司会）が鶴瓶に質問を投げかける「鶴瓶にQUESTION」が毎日7:30前後に行われた（『ZIP!』は生放送番組だが、この部分は収録だった）。

### かぞくムービー
朝の情報番組『ZIP!』（桝が司会を担当）にて行われる企画。家族にまつわる映像を視聴者からビデオテープ、DVD、8mmフィルム、動画ファイルなどの投稿を募集し、番組内で紹介する。
初年度はキャンペーンに先駆け、2015年3月30日から5月末日まで行われた。期間中の2015年5月11日から1週間は、系列各局が取材した家族のドキュメント映像を放送した。また2016年は5月10日から4日間のみ（本来は5月9日から5日間の予定だった）、2017年は5月22日から5日間行われた。

### 過去に行われた企画
かぞくホンネ診断（2016年）
2016年度のキャンペーン時に公式サイトにて展開、SNSとも連動して行われた企画。視聴者（ユーザー）が心の底で思っている、家族に対して言いたい本音を診断する。

## 参加番組
※凡例　番組名横の◎は鶴瓶、○は桝がレギュラー出演（※注 括弧表記<例（○）>の場合は不定期出演）。太字は主要参加番組。

## 7daysTVスペシャル

### かぞくムービーAWARD
『かぞくムービーAWARD』は、キャンペーン初年度から期間中の目玉番組として、金曜日21:00 - 22:54の枠にて放送されていた2時間の特別番組。正式な番組タイトルは『かぞくムービーAWARD（西暦）笑いと涙の瞬間、集めました』。
この番組では、全国の視聴者から募集したホームビデオや動画から選りすぐられた「かぞくムービー」を紹介、最優秀作品に「かぞくムービーAWARD」を贈呈。司会は鶴瓶、桝らが担当。
キャンペーン3年目の2017年は同時間帯で本来放送されている『金曜ロードSHOW!』を通常編成し、ドラマ特別企画として『帰ってきた家売るオンナ』を放送（同ドラマも本キャンペーンの参加番組となり『金ロー』もキャンペーン初参加、且つ同ドラマも目玉番組の一つとなった）のため、2016年を最後に事実上終了となった。

#### 2015年（第1回）
放送時間
- 日本テレビ系列29局（TOSを除く）：2015年5月15日（金曜日）21:00 - 22:54[注 35][17]※連動データ放送を実施
- テレビ大分（TOS）：2015年5月30日（土曜日）12:00 - 13:55 ※連動データ放送なし

##### 出演者（第1回）
司会
- 笑福亭鶴瓶
- 桝太一
- 徳島えりか（日本テレビアナウンサー）

スタジオゲスト
- 山口達也（当時：TOKIO）
- 関根勤
- 菊池桃子
- 陣内智則
- つるの剛士
- 高橋真麻
- 平愛梨

VTR出演
- レッド吉田（TIM）

スペシャルゲスト
- いきものがかり - テーマ曲『あなた』を披露

#### 2016年（第2回）
放送時間
- 日本テレビ系列29局（TOSを除く）：2016年5月13日（金曜日）21:00 - 22:54[注 35]※連動データ放送を実施
- テレビ大分（TOS）：2016年5月20日（金曜日）14:50 - 16:50 ※連動データ放送なし

##### 出演者（第2回）
司会
- 笑福亭鶴瓶
- 西内まりや
- 桝太一

スタジオゲスト
- 市村正親
- 山口達也（当時：TOKIO）
- 菊池桃子
- 浅田舞
- 小林麻耶
- ピース（綾部祐二・又吉直樹）

VTR出演
- 松岡茉優
- いとうあさこ

#### 『かぞくムービーAWARD』スタッフ
- 演出：佐々竜太郎
- ナレーション：渡辺徹、梶裕貴[16]、ほか
- 構成：山根真吾、塩沢航、金森匠
- TM：江村多加司
- SW：三井隆裕
- CAM：榎本丈之
- MIX：藤岡絵里子
- VE：山口考志
- モニター：太田和明
- 照明：小川勉
- 美術プロデューサー：上條宏美
- 美術デザイン：熊崎真知子
- 編集：橋本治
- MA：山田謙一
- 音効：樋口謙
- 協力：NiTRO、インターナショナルクリエイティブ、日テレアート、ヌーベルバーグ、スタジオヴェルト、メディアハウスサウンドデザイン、LAP、イエローフラッグ
- アシスタントプロデューサー：城下直子、石井琴子、藤沼明子、増田沙織
- デスク：保坂淳子
- TK：田中彩
- 制作進行：加納嗣大
- ディレクター：米田浩平、益子さおり、時田美昭、新垣博章、平岡雅子、王利かすみ、豊田望、磯崎泰久、藤原耕治、熊谷航太郎、久道恵
- スタジオ演出：池谷賢志
- 演出：笠間崇、中森賢士
- 制作協力：AX-ON、CR-NEXUS、Ride、イカロス、E company、テレビ新潟（第1回）、福島中央テレビ（第2回）
- スポーツ：紀内良彦、石井博、久本瞳
- プロデューサー：吉田絵、大澤裕二、小林啓子、中村仁、佐藤陽代、佐々木俊勝、筒井梨絵、佐藤英
- 7daysTVキャンペーン：今井田彩、脇山浩一、山口香代、首藤由紀子、服部完英、安彦真利江、水野葉子、平井杏奈
- 総合演出：柴崎朋樹
- チーフプロデューサー：福地聡
- 製作著作：日本テレビ（※放送では「日テレ」のロゴ表記）

### かぞくストーリー〜写真から始まる物語〜
前年までの『かぞくムービーAWARD』に代わる新たな目玉番組として、2017年は『7daysTVスペシャル かぞくストーリー〜写真から始まる物語〜』を最終日の5月28日（日曜日）9:55 - 11:25の枠で放送した。番組のコンセプトは前年までの映像ではなく、家族写真をテーマに家族に纏わるストーリーを紐解いていく、というものだった。
放送時間
- 日本テレビ系列28局（TOS・UMKを除く）：2017年5月28日（日曜日）9:55 - 11:25[注 44]※連動データ放送を実施
- テレビ大分（TOS）：2017年5月28日（日曜日）13:55 - 15:25（4時間遅れ）[注 45]

出演者
- MC
  - 笑福亭鶴瓶
  - 桝太一
  - 高畑充希
- ゲスト
  - 小島瑠璃子[22]
  - 中丸雄一（KAT-TUN）[22]
  - ハリセンボン（近藤春菜・箕輪はるか）[22]
  - ビビる大木[22]

他

#### 『かぞくストーリー〜写真から始まる物語〜』スタッフ
- 演出：池谷賢志、山田大樹
- 構成：加藤淳一郎、山形遼介
- ナレーター：平野義和、鬼束彩子
- TM：保刈寛之
- SW：蔦佳樹
- CAM：大庭茂嗣
- MIX：寺田恭子
- VE：山口考志
- LD：加藤恵介
- 編集・MA：生田目隼、小嶋雄介（スタジオヴェルト）
- 美術プロデューサー：上條宏美、杉山知香
- 美術デザイン：熊崎真知子
- バーチャル：大竹栄子
- CG：堀江隆臣
- 音効：浅井孟義
- TK：坂本幸子
- ECG：滝澤奈美子
- 協力：日テレアート、NiTRO、インターナショナルクリエイティブ、グルービジョンズ、アフロ
- リサーチ：犬山智香子、ワンバイワンズ
- デスク：北村佳子
- FM：宮﨑浩一
- AD：久保玲美衣、小川皓大、青木駿一、上田恵利加
- ディレクター：田中尚、山野邊聖勝、早川美緒、黒田沙季、武井陽介、伊藤寛昭、河野拓馬、小倉寛太
- AP：山田美穂、入江将也
- プロデューサー：中谷聡、市野雅一、杉本純子、菅沼和美、富田晶子、佐藤英
- チーフプロデューサー：小松良徳
- 制作協力：AXON、ヌーベルアージュ、厨子王、WHOLE MAN、Ride
- 製作著作：日本テレビ（※放送では「日テレ」のロゴ表記）

## ネット局
| 対象地域       | 放送局                    | 系列                                         | 備考                                   |
| -------------- | ------------------------- | -------------------------------------------- | -------------------------------------- |
| 関東広域圏     | 日本テレビ（NTV）         | 日本テレビ系列                               | 『7daysTV かぞくって、なんだ。』制作局 |
| 北海道         | 札幌テレビ（STV）         | 日本テレビ系列                               |                                        |
| 青森県         | 青森放送（RAB）           | 日本テレビ系列                               |                                        |
| 岩手県         | テレビ岩手（TVI）         | 日本テレビ系列                               |                                        |
| 宮城県         | ミヤギテレビ（MMT）       | 日本テレビ系列                               |                                        |
| 秋田県         | 秋田放送（ABS）           | 日本テレビ系列                               |                                        |
| 山形県         | 山形放送（YBC）           | 日本テレビ系列                               |                                        |
| 福島県         | 福島中央テレビ（FCT）     | 日本テレビ系列                               |                                        |
| 山梨県         | 山梨放送（YBS）           | 日本テレビ系列                               |                                        |
| 新潟県         | テレビ新潟（TeNY）        | 日本テレビ系列                               |                                        |
| 長野県         | テレビ信州（TSB）         | 日本テレビ系列                               |                                        |
| 静岡県         | 静岡第一テレビ（SDT）     | 日本テレビ系列                               |                                        |
| 富山県         | 北日本放送（KNB）         | 日本テレビ系列                               |                                        |
| 石川県         | テレビ金沢（KTK）         | 日本テレビ系列                               |                                        |
| 福井県         | 福井放送（FBC）           | 日本テレビ系列 テレビ朝日系列                |                                        |
| 中京広域圏     | 中京テレビ（CTV）         | 日本テレビ系列                               |                                        |
| 近畿広域圏     | 読売テレビ（ytv）         | 日本テレビ系列                               |                                        |
| 鳥取県・島根県 | 日本海テレビ（NKT）       | 日本テレビ系列                               |                                        |
| 広島県         | 広島テレビ（HTV）         | 日本テレビ系列                               |                                        |
| 山口県         | 山口放送（KRY）           | 日本テレビ系列                               |                                        |
| 徳島県         | 四国放送（JRT）           | 日本テレビ系列                               |                                        |
| 香川県・岡山県 | 西日本放送（RNC）         | 日本テレビ系列                               |                                        |
| 愛媛県         | 南海放送（RNB）           | 日本テレビ系列                               |                                        |
| 高知県         | 高知放送（RKC）           | 日本テレビ系列                               |                                        |
| 福岡県         | 福岡放送（FBS）           | 日本テレビ系列                               |                                        |
| 長崎県         | 長崎国際テレビ（NIB）     | 日本テレビ系列                               |                                        |
| 熊本県         | くまもと県民テレビ（KKT） | 日本テレビ系列                               |                                        |
| 大分県         | テレビ大分（TOS）         | 日本テレビ系列 フジテレビ系列                |                                        |
| 宮崎県         | テレビ宮崎（UMK）         | フジテレビ系列 日本テレビ系列 テレビ朝日系列 | NNNのみ加盟（NNS非加盟）               |
| 鹿児島県       | 鹿児島読売テレビ（KYT）   | 日本テレビ系列                               |                                        |

## 公式スポンサー
- 日産自動車 - 本企画のメインスポンサー。日産・キューブの視聴者プレゼントなどで協力。
- パナソニック
- キユーピー
- 読売新聞

ほか